# 金永煕
金 永煕（キム・ヨンヒ、1936年8月26日-）は韓国のジャーナリスト、コラムニスト。元中央日報主筆。本貫は善山金氏。慶尚南道居昌郡出身。

## 学歴
1975年にジョージ・メイソン大学哲学科を卒業、1988年にミズーリ大学ジャーナリズム学部で修士号を取得した。1995年には高麗大学校言論大学院にて最高位言論課程を修了した。

## 来歴
1958年に韓国日報のリポーターとして国際ニュースを担当して以来、一貫して国際問題の報道に取り組んできた。韓国日報在社中には韓国内でケネディ大統領暗殺事件をスクープし、有名になる。
1965年、創立を翌月に控えた中央日報に入社し、1970年には外信部長、1971年にはワシントン特派員、1983年からは同社の主筆を務めた。その後関連会社に出向するため同社を離れたが、1995年から大記者（en:Editor-at-Large）として復帰した。
朝日新聞の元主筆である船橋洋一と親交を持つ。

## 著書

### 主著
- 워싱턴을 움직인 한국인들（ワシントンを動かした韓国人たち）
- 페레스트로이카 소련기행（ペレストロイカ・ソ連紀行）　ISBN 9780989007184
- 마키아벨리의 충고（マキャベリの忠告） ISBN 9788984982246

### 訳著
- 모건의 길 1、2（Colleen McCullough, Masters of Rome）ISBN 9788970126258, ISBN 9788970126265